# Município de Lake (condado de Stark, Ohio)
O município de Lake (em inglês: Lake Township) é um município localizado no condado de Stark no estado estadounidense de Ohio. No ano de 2010 tinha uma população de 29.961 habitantes e uma densidade populacional de 329,24 pessoas por km².

## Geografia
O município de Lake encontra-se localizado nas coordenadas 40° 56′ 41″ N, 81° 21′ 19″ O. Segundo a Departamento do Censo dos Estados Unidos, o município tem uma superfície total de 91 km², da qual 89.98 km² correspondem a terra firme e (1.12%) 1.02 km² é água.

## Demografia
Segundo o censo de 2010, tinha 29.961 habitantes residindo no município de Lake. A densidade populacional era de 329,24 hab./km². Dos 29.961 habitantes, o município de Lake estava composto pelo 96.87% brancos, o 0.92% eram afroamericanos, o 0.13% eram amerindios, o 0.8% eram asiáticos, o 0.02% eram insulares do Pacífico, o 0.23% eram de outras raças e o 1.03% pertenciam a dois ou mais raças. Do total da população o 1.13% eram hispanos ou latinos de qualquer raça.